# Elachista longispina
Elachista longispina – gatunek motyli z rodziny Elachistidae.
Gatunek ten opisali w 2009 roku Virginijus Sruoga i Jurate De Prins na podstawie pojedynczego samca.
Motyl o błyszcząco białych: czole, ciemieniu i głaszczkach wargowych, szarobrązowych biczykach czułków oraz ołowianoszarych: szyi, tułowiu i tegulach. Przednie skrzydła ma o rozpiętości wynoszącej 8,6 mm, ubarwione ciemnobrązowawoszaro, każde z jedną nieregularną łatką i jedną kropką z brązowawoczarnych łusek. Tylne skrzydła barwy przednich, zaś strzępiny obu par brązowawoszare. Narządy rozrodcze samca cechują: unkus z grubymi szczecinami po bokach i cienką szczecinką na wierzchołku, bardzo duże płaty juksty, lekko wypukły sakulus oraz wezyka z grupą bardzo długich, igłowatych cierni i licznymi, długimi i cienkimi kolcami.
Owad afrotropikalny, znany tylko z Parku Narodowego Aberdare w Kenii.